# Chicken à la King

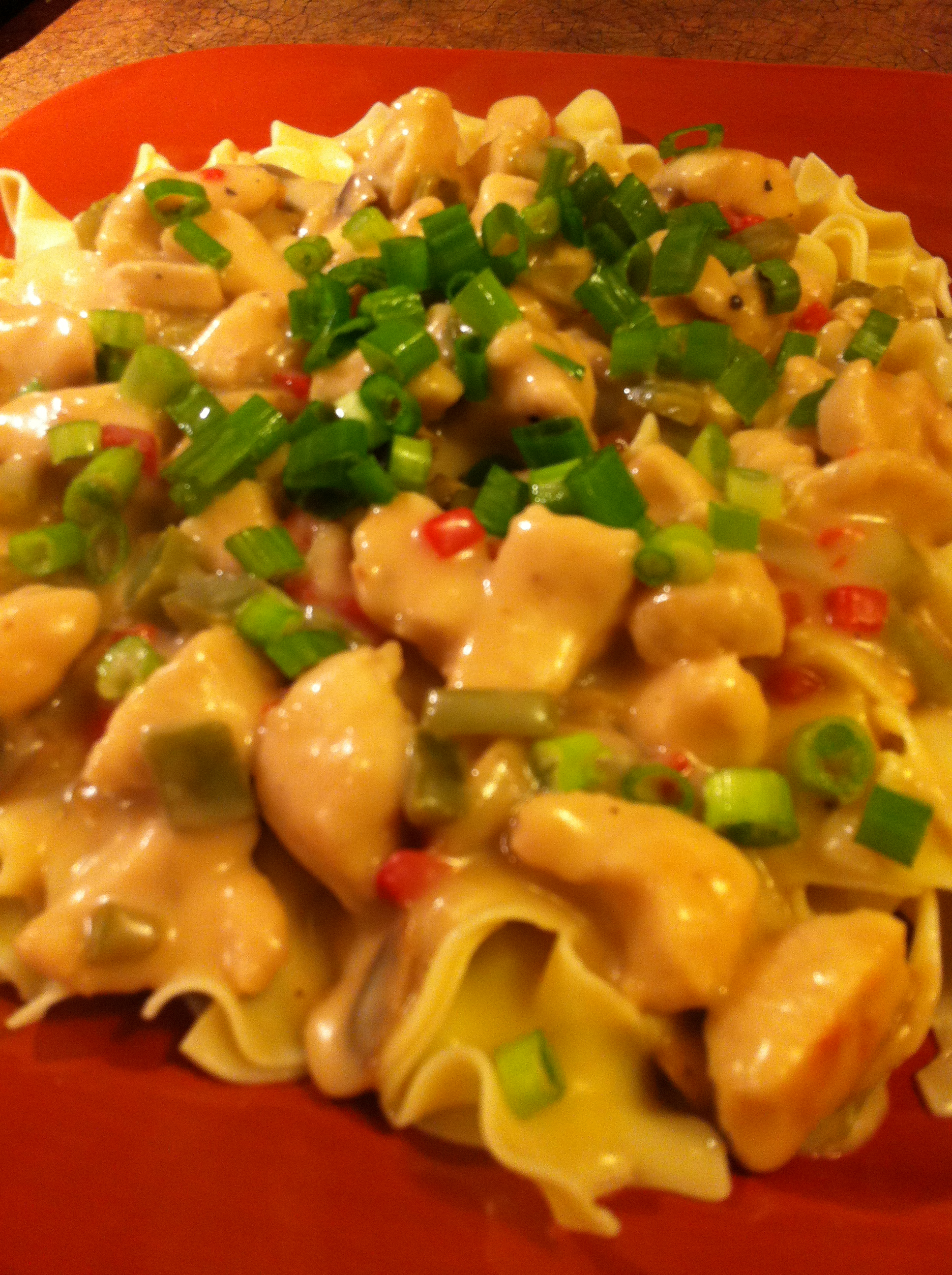
Chicken à la King avec des pâtes.

Le chicken à la King, ou poulet à la King, est un plat composé de dés de poulet à la crème, souvent associés avec du vin de xérès, des champignons et des légumes. Il est servi sur du riz, des pâtes, des nouilles ou encore du pain.
Son origine exacte est disputée mais il s'agit d'un plat de la gastronomie américaine.